# Christel Opitz
Christel Opitz ist eine ehemalige deutsche Rudersportlerin.

## Leben und Karriere
Die aus Hamburg stammende wurde früh Mitglied des Hamburger Ruderinnen-Club von 1925 und spezialisierte sich auf die Ruderdisziplinen im Einer sowie im Doppelvierer mit Steuerfrau. Sie beteiligte sich erfolgreich an nationalen Wettbewerben und gewann bei den Deutschen Meisterschaften in Bad Ems 1952 eine Bronzemedaille im Fraueneiner hinter Ingrid Scholz und Ursula Czech. 1953 folgte die Silbermedaille hinter Ingrid Scholz bei den Meisterschaften in Mannheim. 1951 und 1952 gewann der Doppelvierer mit Ingeborg Weber, Susi Rausche, Christel Opitz, Gerda Dyck-Mallaun und Steuerfrau Jutta Wilcke, den deutschen Meistertitel, 1953 siegten die Hamburgerinnen mit Liesel Kroymann für Susi Rausche.
Christel Opitz und ihr Team wurden am 17. Dezember 1953 mit dem Silbernen Lorbeerblatt ausgezeichnet.